# Адам Бохнак
Адам Бохнак (пол. Adam Bochnak; 17 вересня 1899, Краків — 27 травня 1974, там само) — польський історик мистецтва і мистецтвознавець. 

## Життєпис
Батько — купець Владислав Бохнак, мати — Юзефа Спиш. У 1917 році склав матуру в гімназії святої Анни в рідному місті. Навчався на філософському факультеті Ягеллонського університету. Воював проти УГА наприкінці 1918 — на початку 1919 року. У 1922 році здобув науковий ступінь доктор філософії. У лютому 1945 року повернувся до Кракова. Після другої світової очолював музей Ягайлонського університету. Входив до складу редакційних комітетів видань «Polski Słownik Biograficzny» i «Słownik Starożytności Słowiańskich». Працював директором Національного музею у Кракові. Помер 27 травня 1974 року у Кракові.
Доробок
Автор першого аналітичного «синтетичного» твору про львівську рококову різьбу.
- Giovanni Battista Falconi (1925)
- Kościół św. Stanisława w Uhercach (1925)
- Zabytki przemysłu artystycznego w kościele parafialnym w Luborzycy (1925, z J. Pagaczewskim)
- Ze studiów nad rzeźbą lwowską epoki rokoka (1931)
- Dwa naczynia z herbami Wazów w kolegiacie łowickiej (1935)
- «Opłakiwanie Chrystusa», obraz w głównym ołtarzu kościoła parafialnego w Bieczu (1935)
- Grób biskupa Maura w krypcie św. Leonarda na Wawelu (1938)
- Zarys dziejów polskiej historii sztuki (1948)
- Gobeliny Katedry wawelskiej z historią Jakuba (1952)
- Kaplica Zygmuntowska (1953)
- Historia sztuki nowożytnej (1957, 2 tomy)
- Najstarsze budowle wawelskie (1960)